# Janua kayi
Janua kayi är en ringmaskart som beskrevs av Knight-Jones 1972. Janua kayi ingår i släktet Janua och familjen Serpulidae. Inga underarter finns listade i Catalogue of Life.